# スチュアート・ロビンソン
スチュアート・ロビンソン（Stuart Robinson、1982年4月15日 - ）は、イギリスの車いすラグビー選手。イングランドモアカム出身。

## 略歴
2013年、負傷で両足が動けなくなり車いすラグビーを始める。
そして2021年、東京2020パラオリンピック競技大会イギリス代表に選ばれて金メダル獲得。